# Marj Na'je
Marj Na'je (arabul: مرج نعجة) egy arab falu a Jordán-völgyben, Jerikó kormányzóságban, a 2017-es népszámlálás szerint körülbelül 828 lakosú, területe pedig 4872 dunam.  

## A falu neve
A "Marj" síkságot vagy rétet jelent, a "na'je" pedig birkát, tehát együtt körülbelül "a birkák síkságát" jelenti. A nevet a juh- és kecsketenyésztés hatása miatt kapta.

## Történelem
A falu 1956 körül alakult. Marj Na'je lakói a zöld vonalon belülről menekültek 1948-tól a ma Izraelben található Ar'arából és Umm al-Fahmból.

## Falusi intézmények
A települést a falu tanácsa irányítja, amelyet 1995-ben hozott létre a Palesztin Nemzeti Hatóság (van egy koedukált iskola??) Van egy egészségügyi központ, a beteg elmehet a Jerikói Kormányzati Kórházba is, amely körülbelül 40 km-re van a közösségtől, a nábluszi Rafidia Kórházba, amely nagyjából 45 km-re van, vagy elmehet Tubas egészségügyi központjaiba, amely szintén körülbelül ilyen távolságra van Marj Na'je falutól.

## Földrajz
A falu a Jordán-völgy déli részén és Jerikó városától északra található, mintegy 15 kilométerre északra tőle. A falu területét keleten a 90-es út, északon és nyugaton a Samaria sivatag és Tubas város, délen pedig Zubidat falu határolja. Marj Na'je falu 271 méterrel a tengerszint alatt található.

## Népesség
A Palesztin Központi Statisztikai Hivatal adatai szerint Marj Na'je lakosságának alakulása:
| idén            | 2007 | 2008 | 2009 | 2010 | 2011 | 2012 | 2017 |
| --------------- | ---- | ---- | ---- | ---- | ---- | ---- | ---- |
| A lakosok száma | 706  | 726  | 746  | 768  | 789  | 812  | 828  |

## Vallási helyek
A faluban van egy mecset, ez a Marj Na'je mecset. Régészeti lelőhelyei nincsenek.

## Gazdaság
Maraj Na'je falu gazdasága főként a mezőgazdaságtól függ, amely a munkaerő 80%-át adja. Marj Na'je mezőgazdaságának nagy része forrásoktól és földalatti kutaktól függ.

### Gazdaságok
Ami az állatokat illeti, a helyszíni felmérés kimutatta, hogy a falu lakóinak 40%-a tenyészt olyan állatokat, mint a tehenek, a juhok és a méhek.